# Judo-Mixed-Team-Europameisterschaft 2019
Die Judo-Mixed-Team-Europameisterschaft 2019 wurde im Rahmen der Europaspiele 2019 im belarussischen Minsk ausgetragen. Austragungsort war die Tschyschouka-Arena.

## Ergebnisse
|  | Achtelfinale  | Achtelfinale |             |             | Viertelfinale | Viertelfinale |  |  | Halbfinale | Halbfinale |  |  | Finale | Finale |
|  |               |              |             |             |               |               |  |  |            |            |  |  |        |        |
|  |               |              |             |             |               |               |  |  |            |            |  |  |        |        |
|  | Frankreich    | 4            |             |             |               |               |  |  |            |            |  |  |        |        |
|  | Aserbaidschan | 0            |             |             |               |               |  |  |            |            |  |  |        |        |
|  | Aserbaidschan | 0            | Frankreich  | 3           |               |               |  |  |            |            |  |  |        |        |
|  |               |              | Frankreich  | 3           |               |               |  |  |            |            |  |  |        |        |
|  |               |              |             |             | Portugal      | 4             |  |  |            |            |  |  |        |        |
|  | Portugal      | 4            |             |             | Portugal      | 4             |  |  |            |            |  |  |        |        |
|  | Portugal      | 4            |             |             |               |               |  |  |            |            |  |  |        |        |
|  | Spanien       | 2            |             |             |               |               |  |  |            |            |  |  |        |        |
|  | Spanien       | 2            | Portugal    | 4           |               |               |  |  |            |            |  |  |        |        |
|  |               |              | Portugal    | 4           |               |               |  |  |            |            |  |  |        |        |
|  |               |              |             | Niederlande | 2             |               |  |  |            |            |  |  |        |        |
|  | Niederlande   | 4            |             | Niederlande | 2             |               |  |  |            |            |  |  |        |        |
|  | Niederlande   | 4            |             |             |               |               |  |  |            |            |  |  |        |        |
|  | Rumänien      | 1            |             |             |               |               |  |  |            |            |  |  |        |        |
|  | Rumänien      | 1            | Niederlande | 4           |               |               |  |  |            |            |  |  |        |        |
|  |               |              | Niederlande | 4           |               |               |  |  |            |            |  |  |        |        |
|  |               |              |             |             | Slowenien     | 1             |  |  |            |            |  |  |        |        |
|  | Slowenien     | 4            |             |             | Slowenien     | 1             |  |  |            |            |  |  |        |        |
|  | Slowenien     | 4            |             |             |               |               |  |  |            |            |  |  |        |        |
|  | Ukraine       | 3            |             |             |               |               |  |  |            |            |  |  |        |        |
|  | Ukraine       | 3            | Portugal    | 3           |               |               |  |  |            |            |  |  |        |        |
|  |               |              | Portugal    | 3           |               |               |  |  |            |            |  |  |        |        |
|  |               |              |             | Russland    | 4             |               |  |  |            |            |  |  |        |        |
|  | Russland      | 4            |             | Russland    | 4             |               |  |  |            |            |  |  |        |        |
|  | Russland      | 4            |             |             |               |               |  |  |            |            |  |  |        |        |
|  | Türkei        | 0            |             |             |               |               |  |  |            |            |  |  |        |        |
|  | Türkei        | 0            | Russland    | 4           |               |               |  |  |            |            |  |  |        |        |
|  |               |              | Russland    | 4           |               |               |  |  |            |            |  |  |        |        |
|  |               |              |             |             | Serbien       | 0             |  |  |            |            |  |  |        |        |
|  | Polen         | 3            |             |             | Serbien       | 0             |  |  |            |            |  |  |        |        |
|  | Polen         | 3            |             |             |               |               |  |  |            |            |  |  |        |        |
|  | Serbien       | 4            |             |             |               |               |  |  |            |            |  |  |        |        |
|  | Serbien       | 4            | Russland    | 4           |               |               |  |  |            |            |  |  |        |        |
|  |               |              | Russland    | 4           |               |               |  |  |            |            |  |  |        |        |
|  |               |              |             | Belarus     | 2             |               |  |  |            |            |  |  |        |        |
|  | Deutschland   | 2            |             | Belarus     | 2             |               |  |  |            |            |  |  |        |        |
|  | Deutschland   | 2            |             |             |               |               |  |  |            |            |  |  |        |        |
|  | Österreich    | 4            |             |             |               |               |  |  |            |            |  |  |        |        |
|  | Österreich    | 4            | Österreich  | 1           |               |               |  |  |            |            |  |  |        |        |
|  |               |              | Österreich  | 1           |               |               |  |  |            |            |  |  |        |        |
|  |               |              |             |             | Belarus       | 4             |  |  |            |            |  |  |        |        |
|  | Ungarn        | 2            |             |             | Belarus       | 4             |  |  |            |            |  |  |        |        |
|  | Ungarn        | 2            |             |             |               |               |  |  |            |            |  |  |        |        |
|  | Belarus       | 4            |             |             |               |               |  |  |            |            |  |  |        |        |

|  | Hoffnungsrunde | Hoffnungsrunde |  |  | Kampf um Bronze | Kampf um Bronze |
|  |                |                |  |  |                 |                 |
|  | Frankreich     | 4              |  |  |                 |                 |
|  | Slowenien      | 1              |  |  | Frankreich      | 4               |
|  |                |                |  |  | Belarus         | 1               |

|  | Hoffnungsrunde | Hoffnungsrunde |  |  | Kampf um Bronze | Kampf um Bronze |
|  |                |                |  |  |                 |                 |
|  | Serbien        | 1              |  |  |                 |                 |
|  | Österreich     | 4              |  |  | Österreich      | 4               |
|  |                |                |  |  | Niederlande     | 2               |

## Medaillengewinner
| Gold | Silber | Bronze | Bronze |
| --- | --- | --- | --- |
| RusslandAlexandra Babinzewa Xenija Tschibissowa Darja Dawydowa Chussein Chalmursajew Alan Chubezow Anastassija Konkina Darja Meschezkaja Musa Moguschkow Aljona Prokopenko Inal Tassojew Denis Jarzew Kasbek Sankischijew | PortugalAnri Egutidze Jorge Fernandes Jorge Fonseca Telma Monteiro Rochele Nunes Joana Ramos Tiago Rodrigues Patrícia Sampaio Nuno Saraiva Barbara Timo | FrankreichAmandine Buchard Guillaume Chaine Axel Clerget Aurélien Diesse Marie-Ève Gahié Priscilla Gneto Kilian Le Blouch Madeleine Malonga Cyrille Maret Anne Fatoumata M’Bairo Margaux Pinot | ÖsterreichDaniel Allerstorfer Shamil Borchashvili Marko Bubanja Sabrina Filzmoser Bernadette Graf Stephan Hegyi Magdalena Krssakova Michaela Polleres Lukas Reiter Katharina Tanzer |